# Złodziej w sutannie
Złodziej w sutannie – spektakl Sceny Faktu Teatru Telewizji; opowiada o brawurowej tajnej akcji uwolnienia kopii obrazu Matki Boskiej Częstochowskiej i postaci księdza Józefa Wójcika, który w 1972 roku wykradł go z klasztoru na Jasnej Górze. Historia miała swój początek w zainicjowanej przez kardynała Stefana Wyszyńskiego peregrynacji obrazu w polskich parafiach i aresztowaniu go przez Milicję Obywatelską w 1966 roku, w związku z czym przez 6 lat szlakiem nawiedzenia wędrowała jedynie pusta rama. Kiedy 1972 roku symbole te miały trafić na uroczystości w Radomiu, wikariusz tamtejszej parafii wykradł obraz z Częstochowy i przywiózł go do radomskiej katedry. Udana akcja rozpoczęła ponowną peregrynację obrazu.

## Obsada aktorska
- Artur Żmijewski – jako ksiądz Józef Wójcik
- Tomasz Kot – jako Marek agent Służby Bezpieczeństwa
- Jacek Braciak – jako ksiądz Roman Siudek
- Agata Buzek – jako siostra Helena Trętowska
- Maria Peszek – jako siostra Maria Kordos
- Olgierd Łukaszewicz – jako kardynał Stefan Wyszyński
- Marian Opania jako ksiądz Wojciech Staromłyński
- Henryk Talar – jako naczelnik Służby Bezpieczeństwa
- Jerzy Bończak – jako prokurator
- Teresa Lipowska – jako siostra przełożona Helena Dąbrówka
- Andrzej Chyra – jako kardynał Karol Wojtyła
- Wojciech Ługowski – jako biskup Piotr Gołębiowski